# Hermann Bauch (Maler)

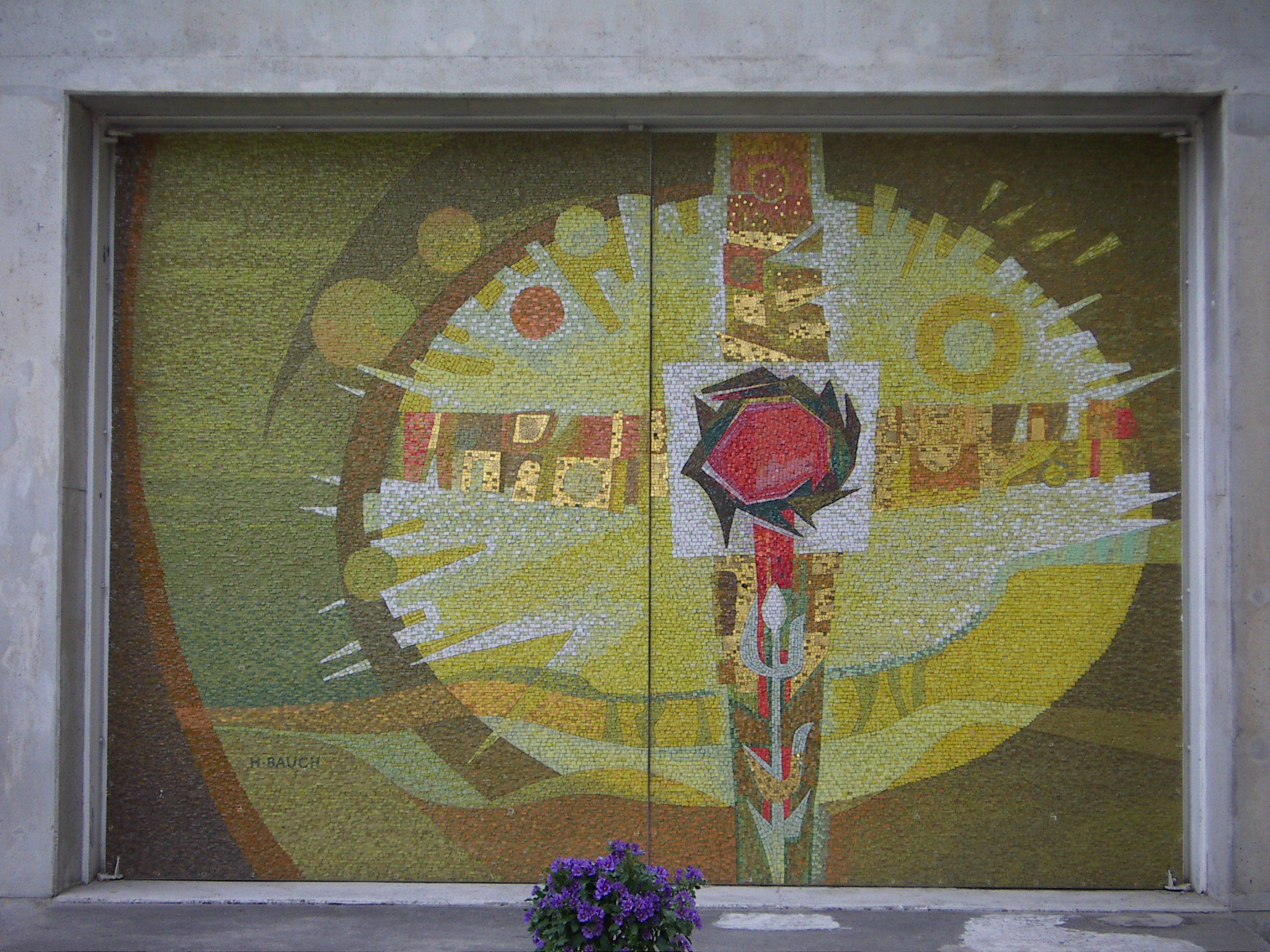
Konzilsgedächtniskirche

Hermann Bauch (* 12. Mai 1929 in Kronberg, Niederösterreich; † 11. April 2006 ebenda) war ein österreichischer Maler und Glaskünstler.

## Leben
Hermann Bauch besuchte nach der Graphischen Lehr- und Versuchsanstalt in Wien die Malerschule Leesdorf bei Baden, Niederösterreich, welche er 1952 mit der Meisterprüfung abschloss. Nach einem Auslandsstipendium 1952 an der Kunstschule Zürich studierte er von 1955 bis 1959 an der Akademie der bildenden Künste Wien.
1957 gründete Bauch seine eigene Mosaik- und Glaskunstwerkstätte in Wien und 1961 sein Atelier Himmelkeller in seinem Geburtsort Kronberg.

## Werke
- 1958 Mosaiken im Portalbereich der neu erbauten Pfarrkirche Angern an der March
- 1958/59 Glasfenster in der Pfarrkirche Matzen
- 1968 Mosaik Heilige Familie an der Ostfassade der Filialkirche Prinzersdorf
- 1970/1971 Beton-Dickglasfenster und das Altartischrelief der neu erbauten Pfarrkirche Mödling-Herz Jesu
- 1970/1972 Mosaik an der Hauptfront der Filialkirche Gartenstadt in Hollabrunn
- Kreuzwegstationen als Mosaik in der Pfarrkirche Auferstehung Christi in Wien-Margareten
- Fenstermosaik Ober Sankt Veiter Friedhof

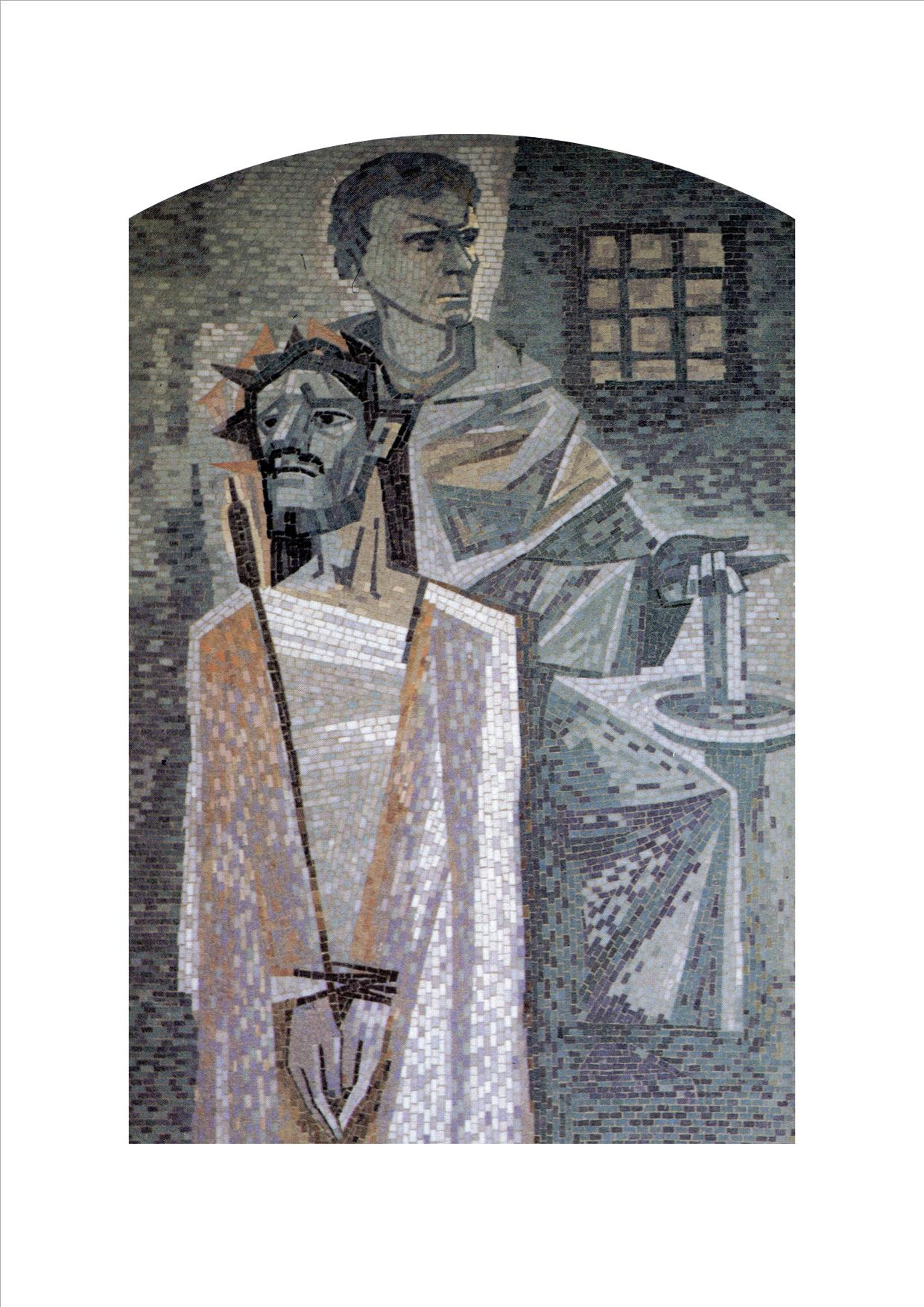
Mosaikbilder in den Kreuzwegstationen auf den Kalvarienberg in Pinkafeld, Burgenland  - 1. Station
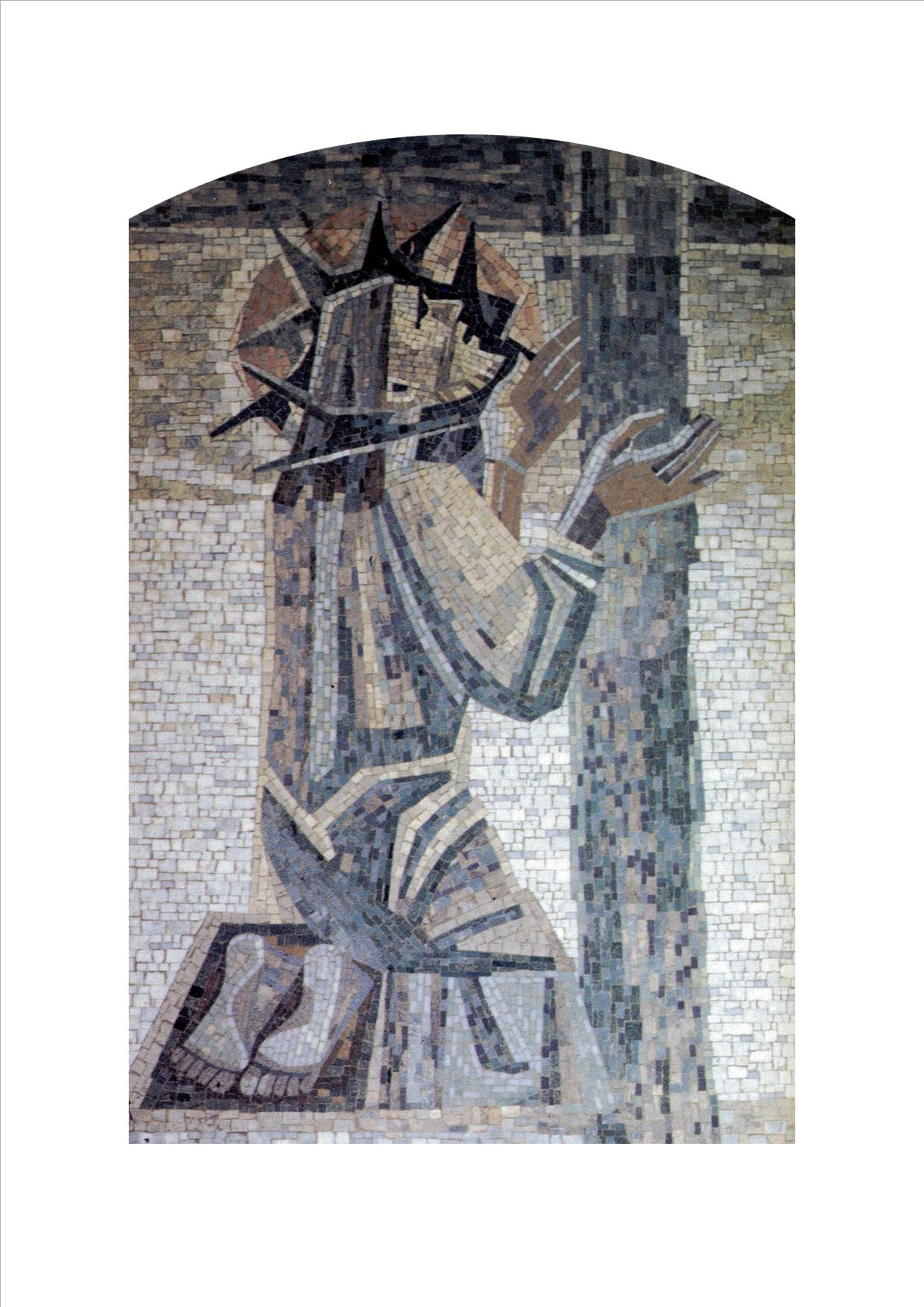
2. Station
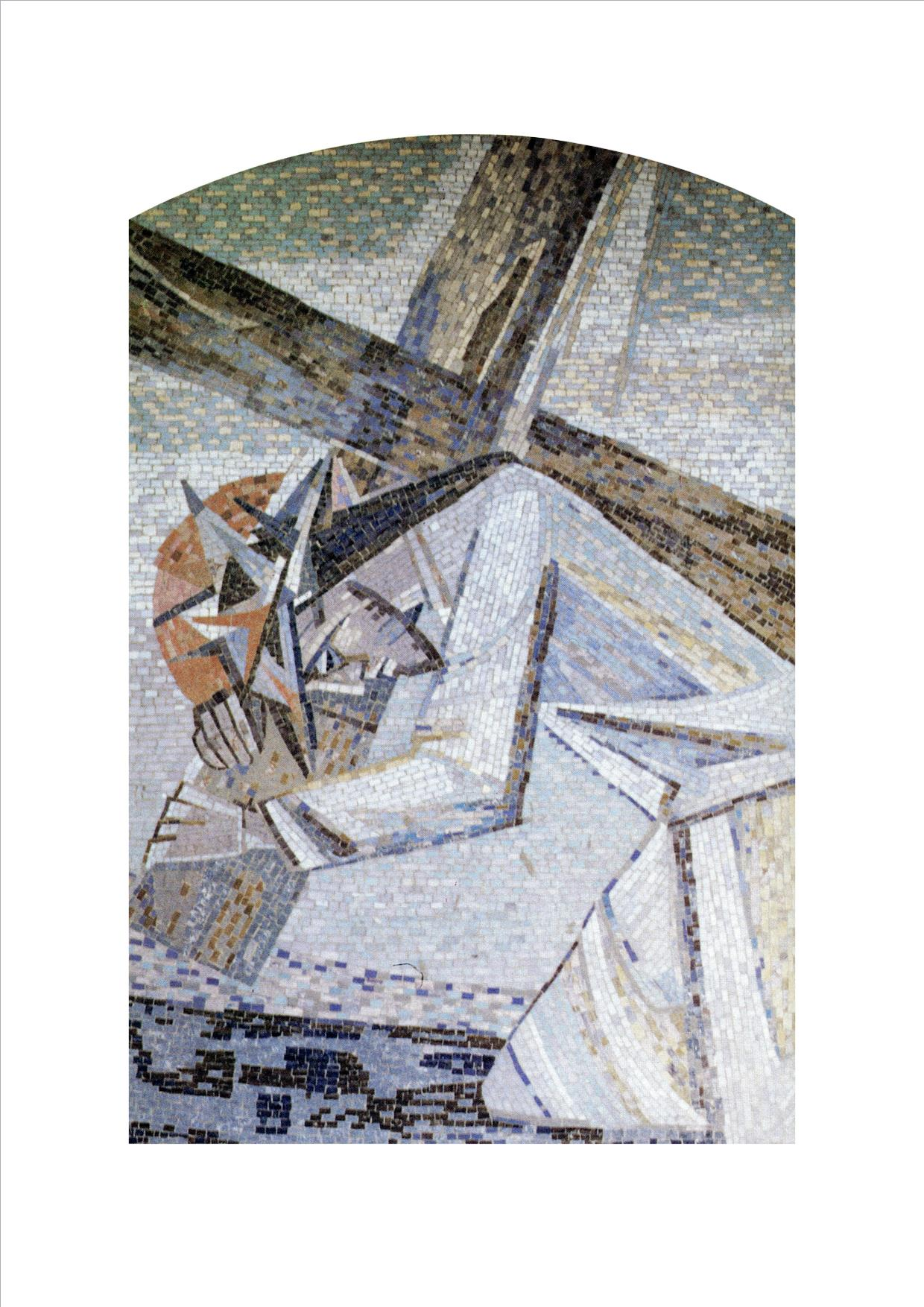
3. Station
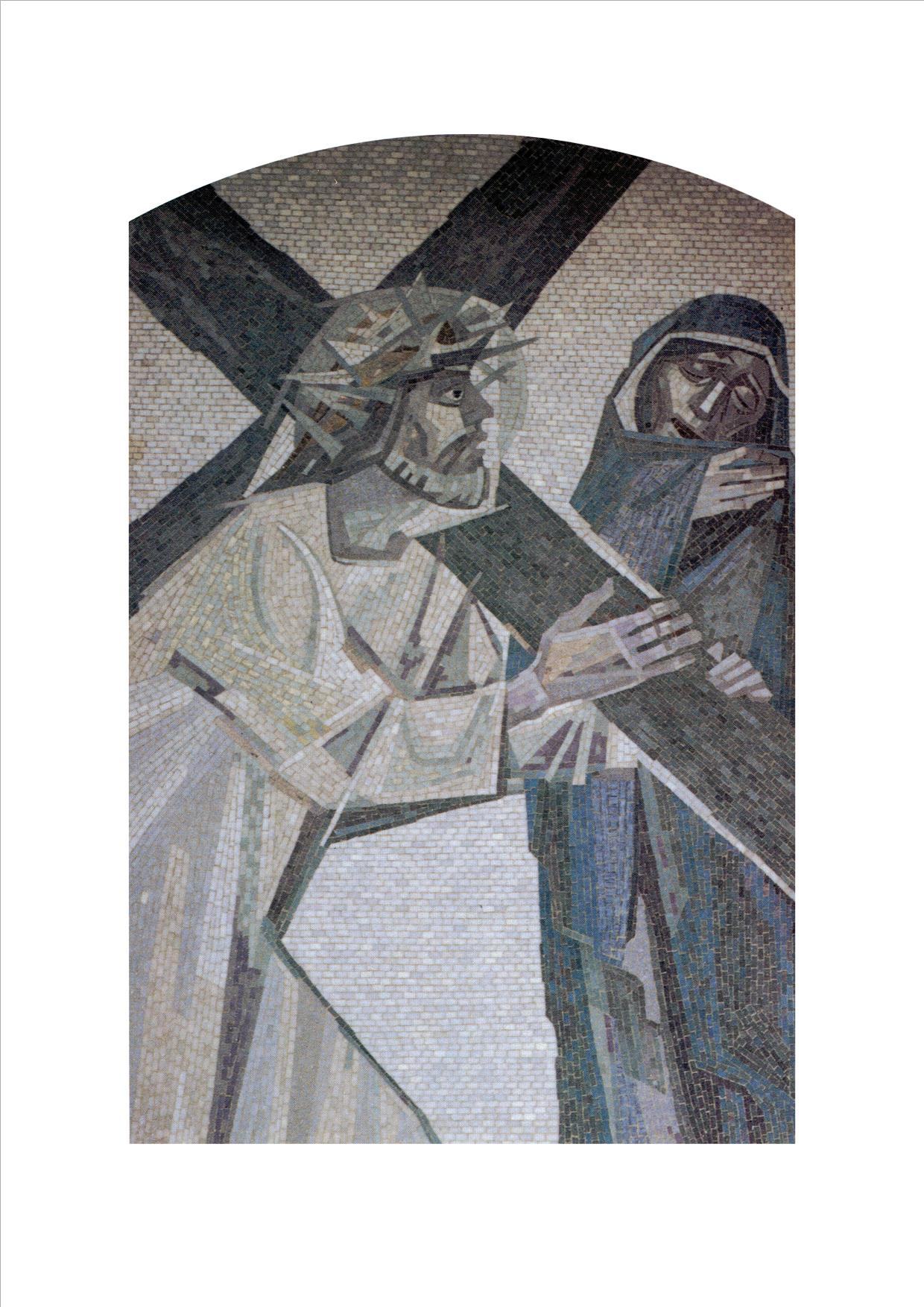
4. Station
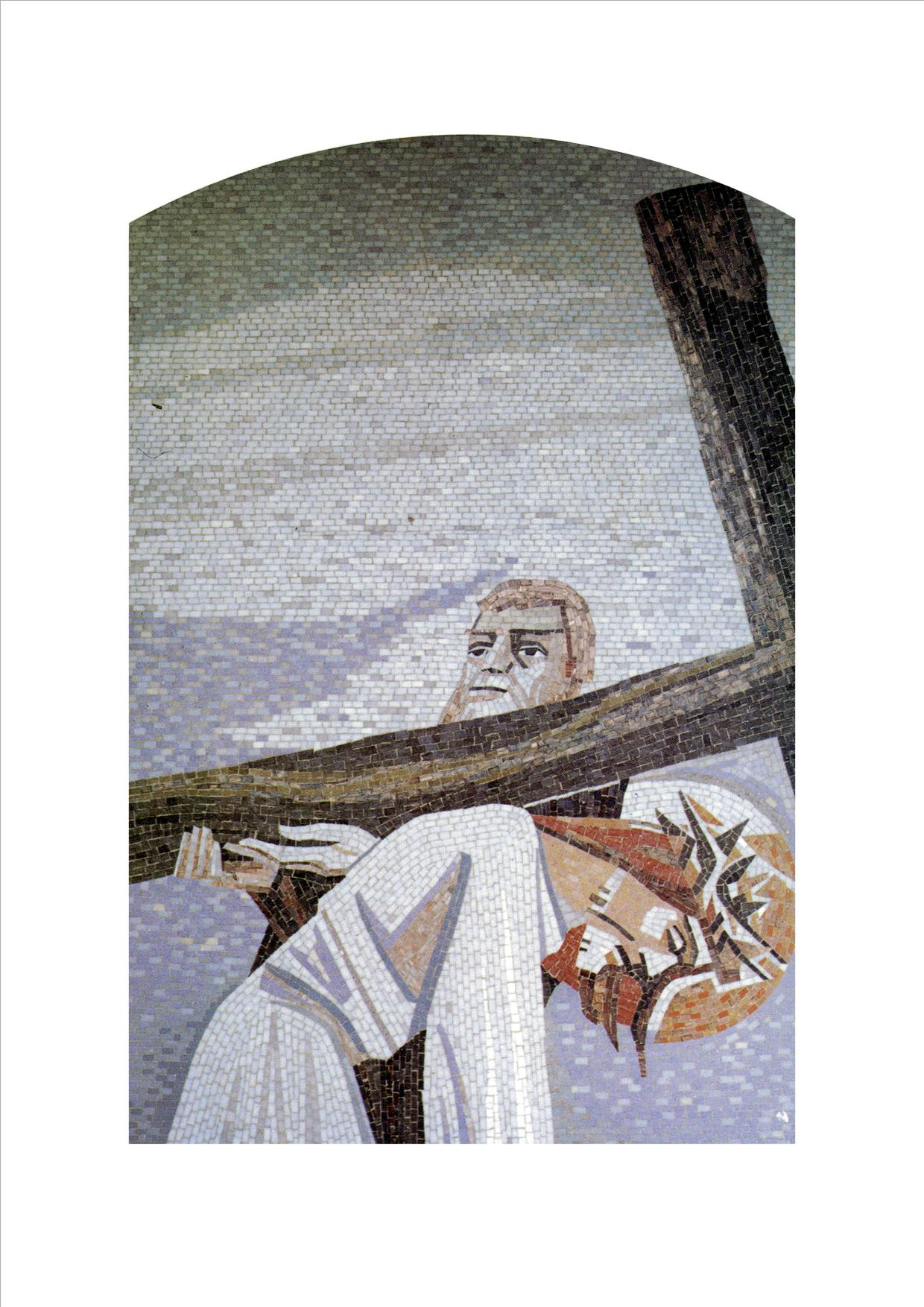
5. Station
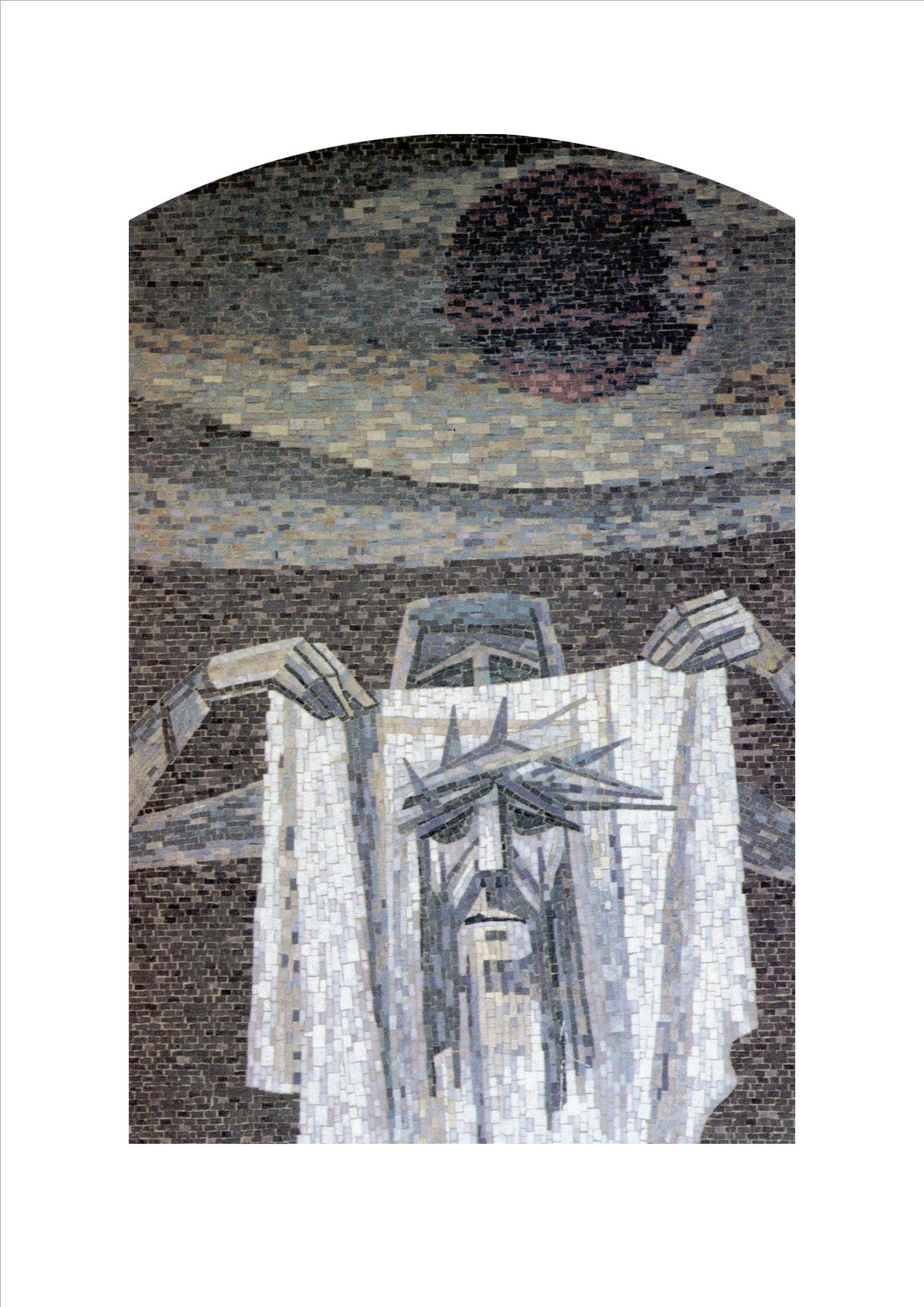
6. Station
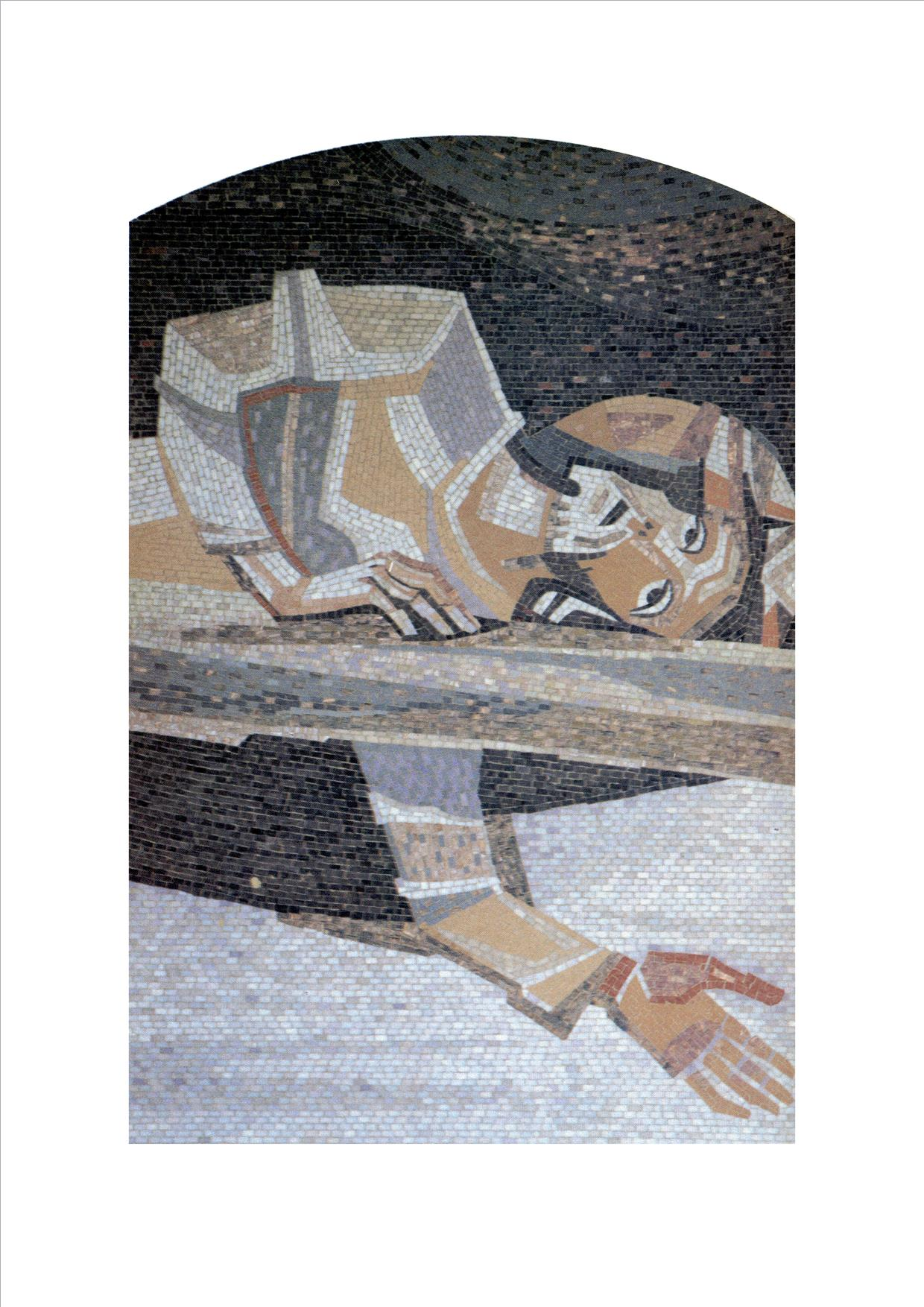
7. Station
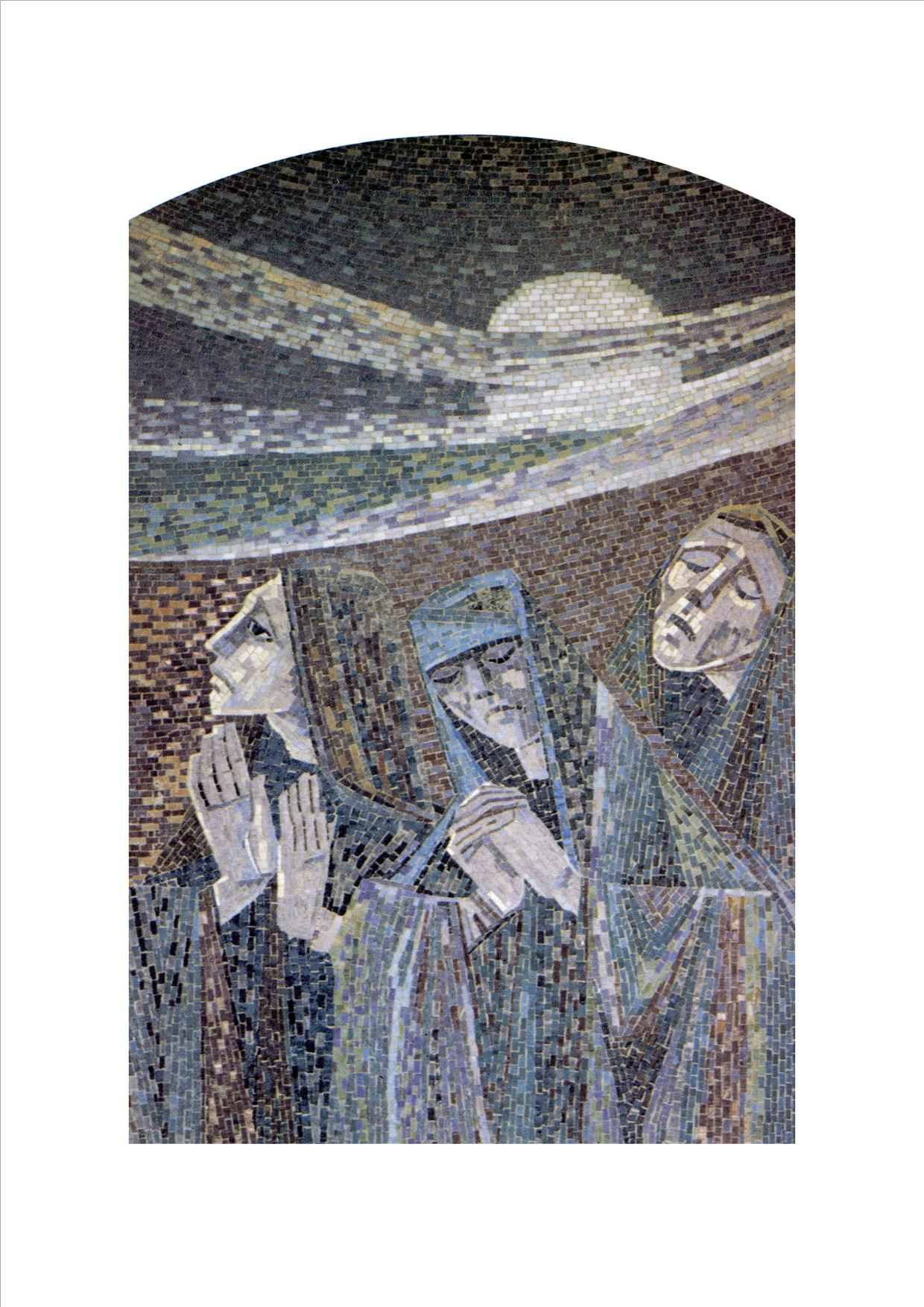
8. Station
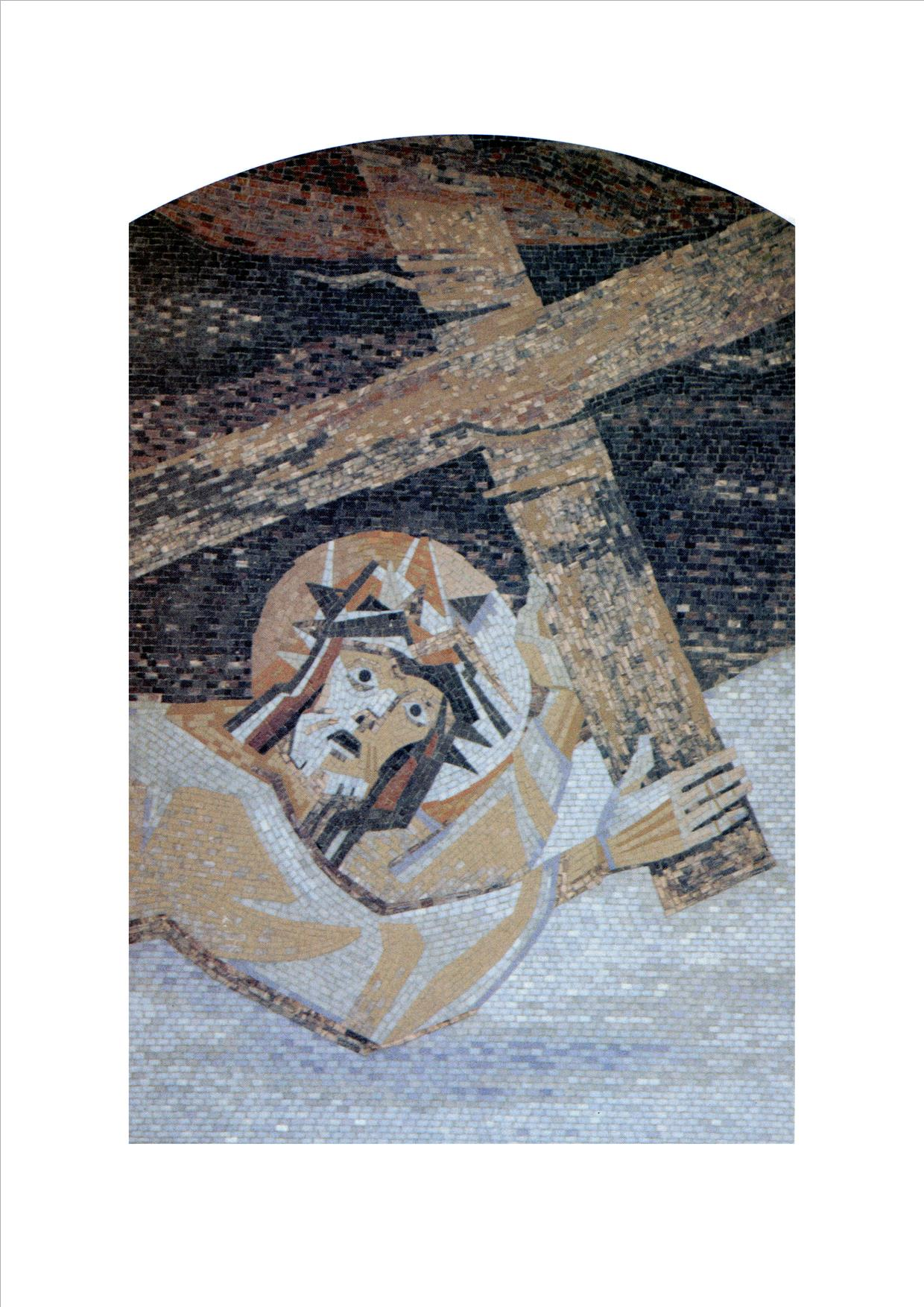
9. Station
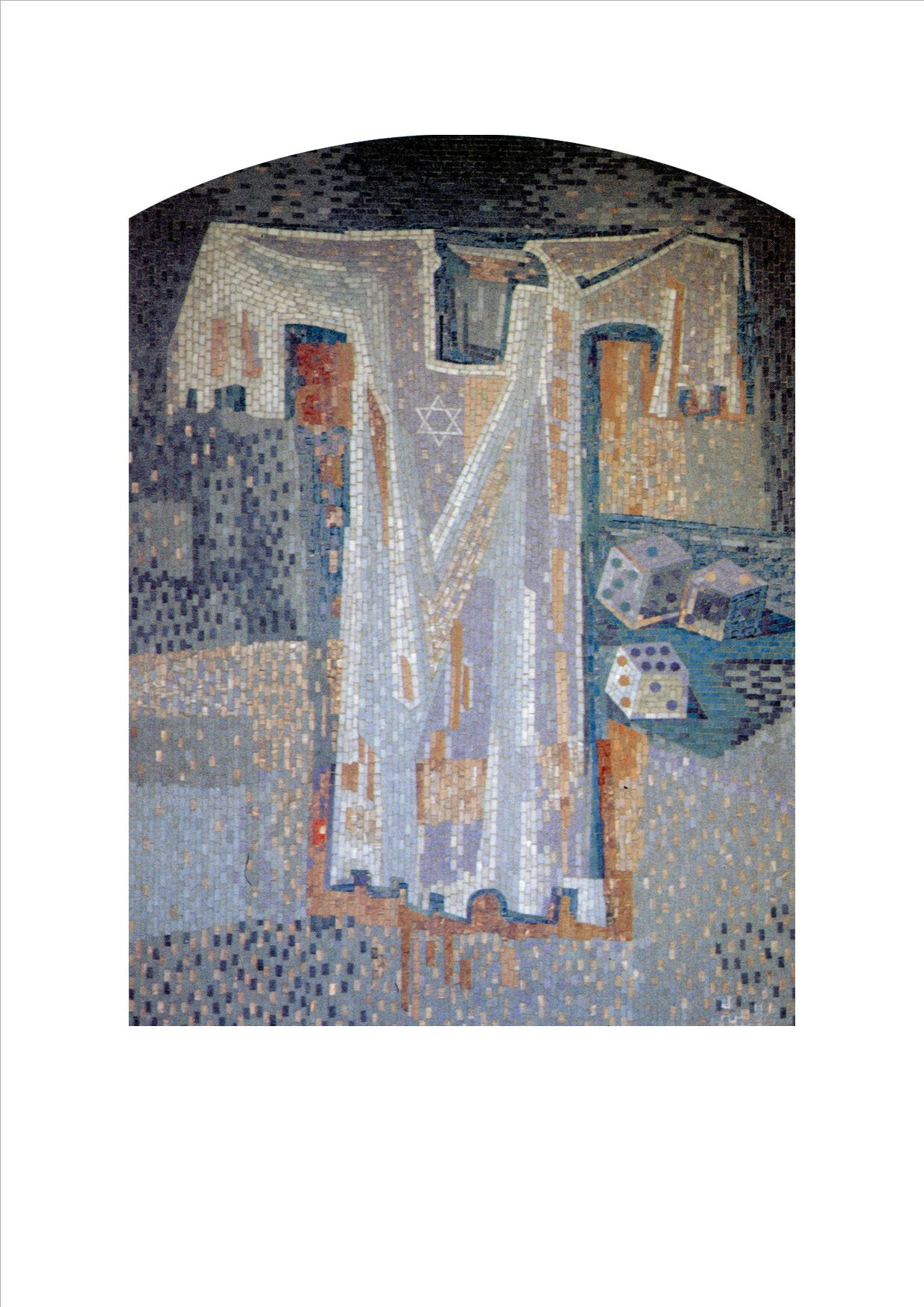
10. Station
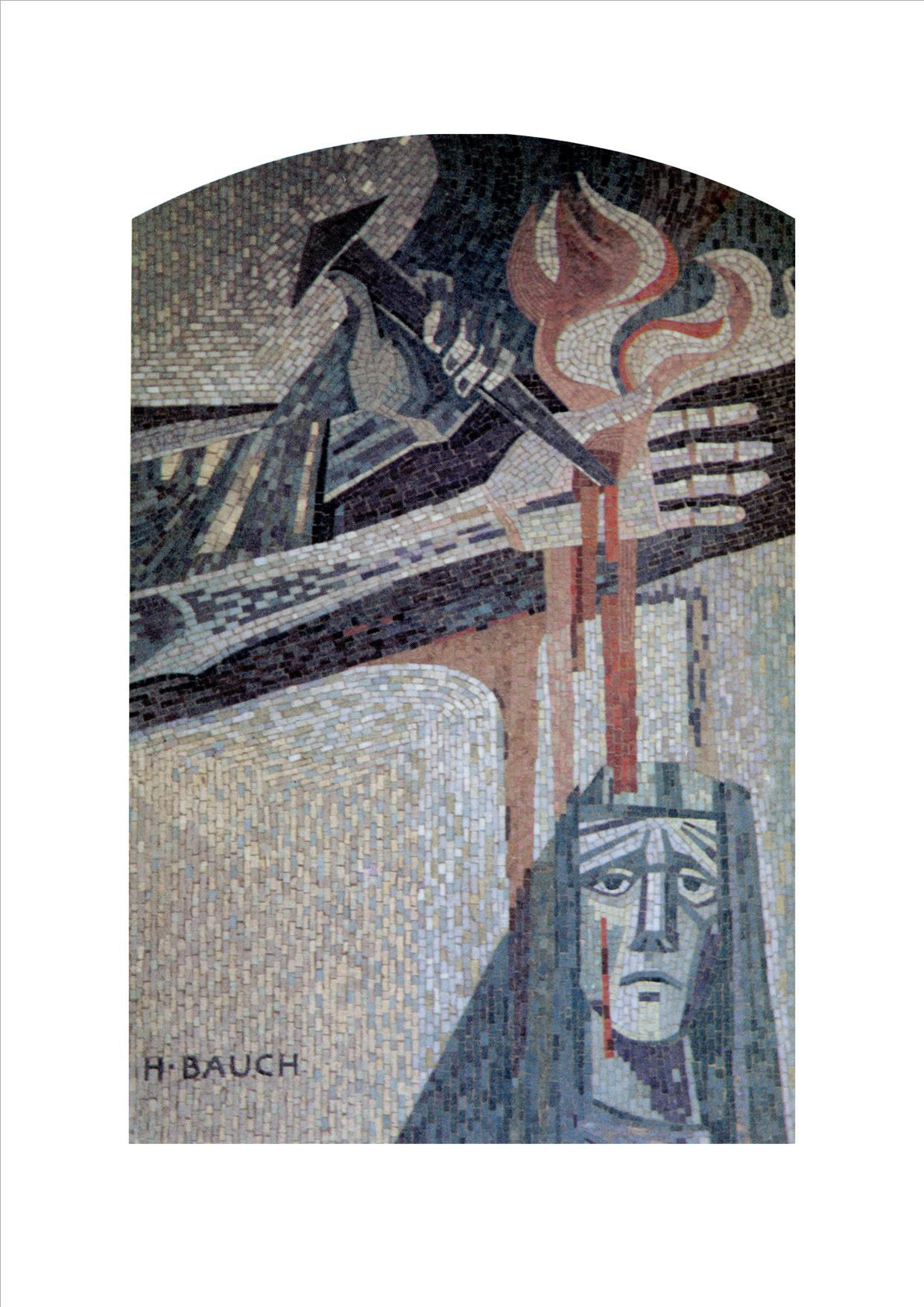
11. Station
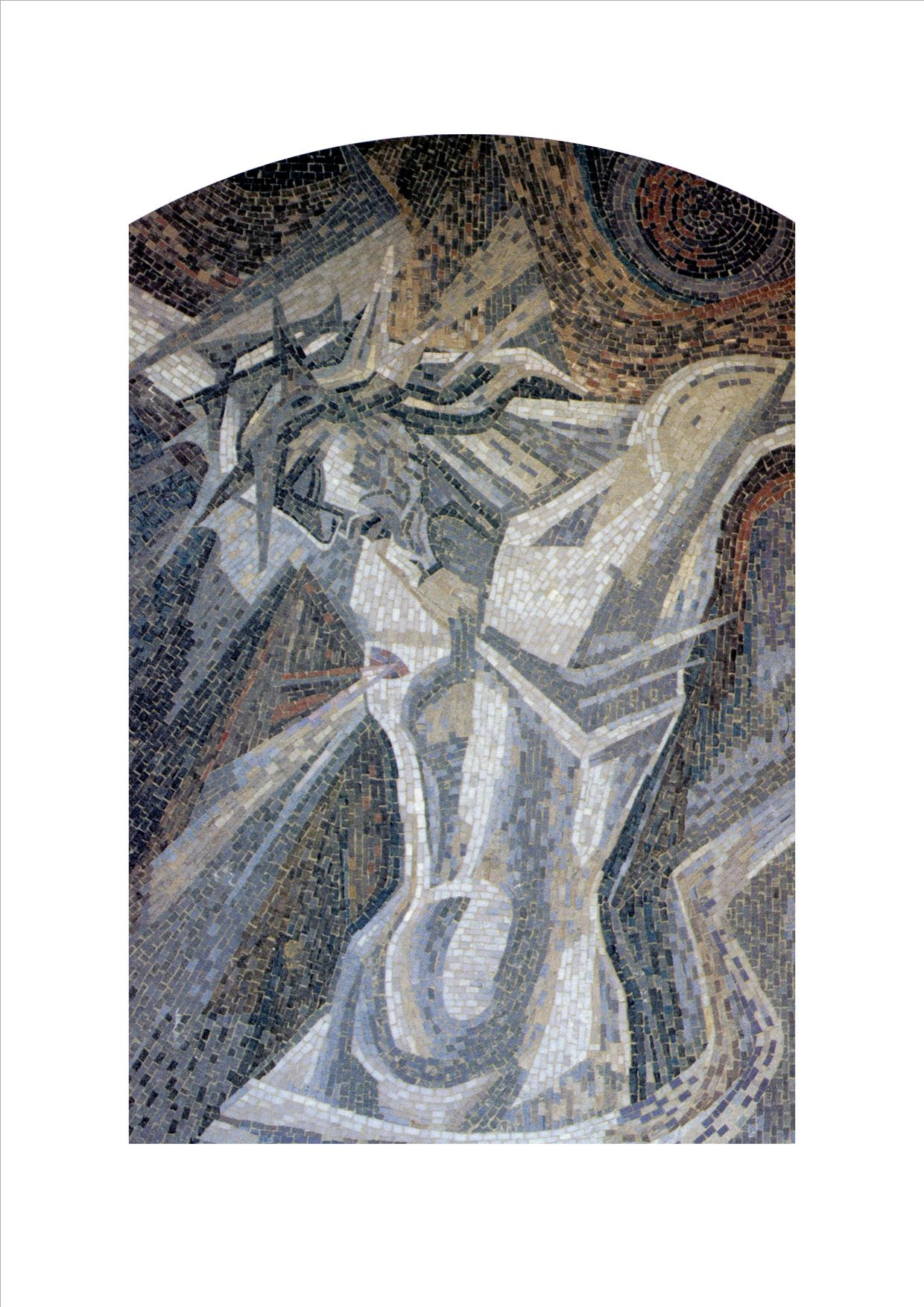
12. Station
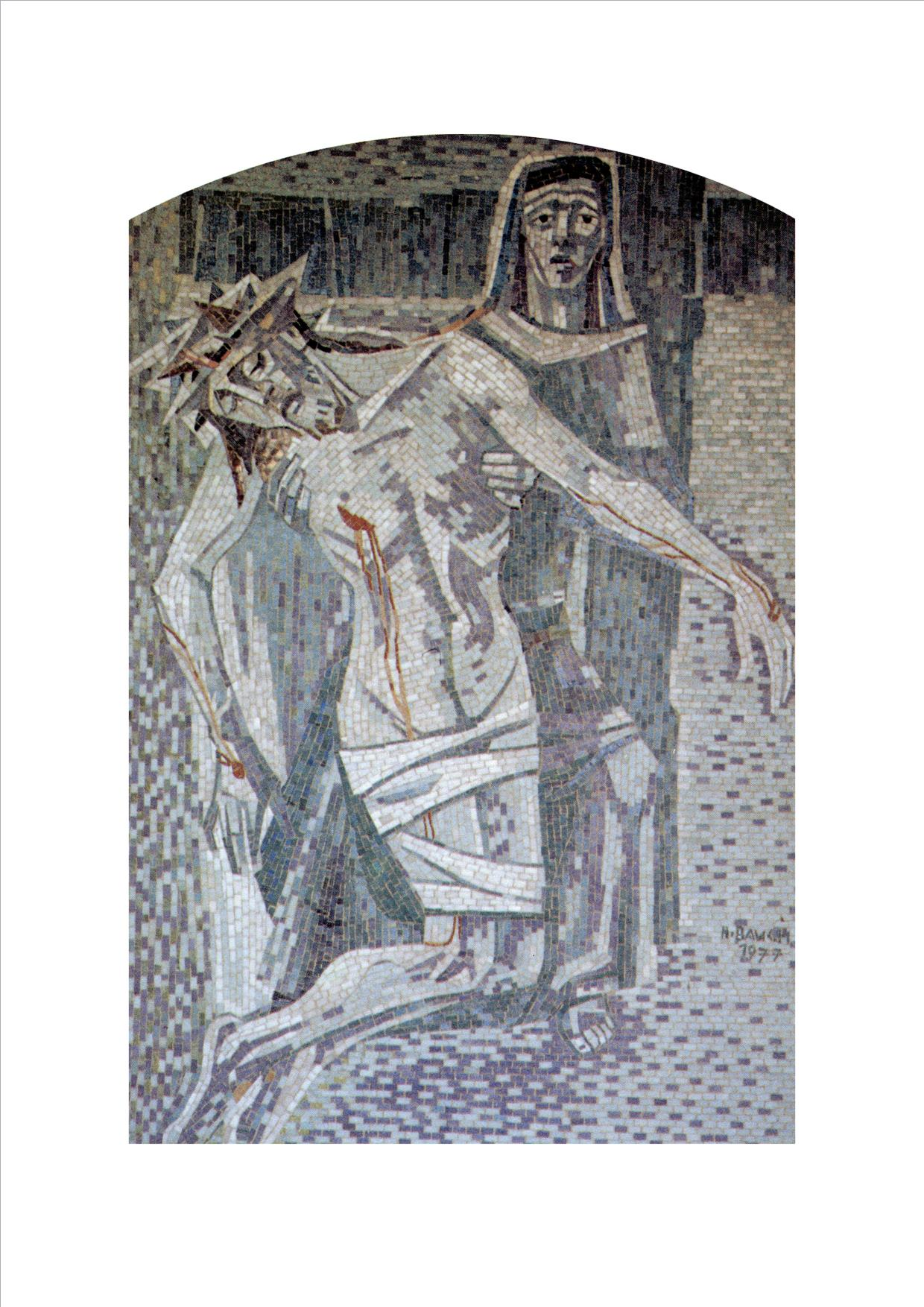
13. Station
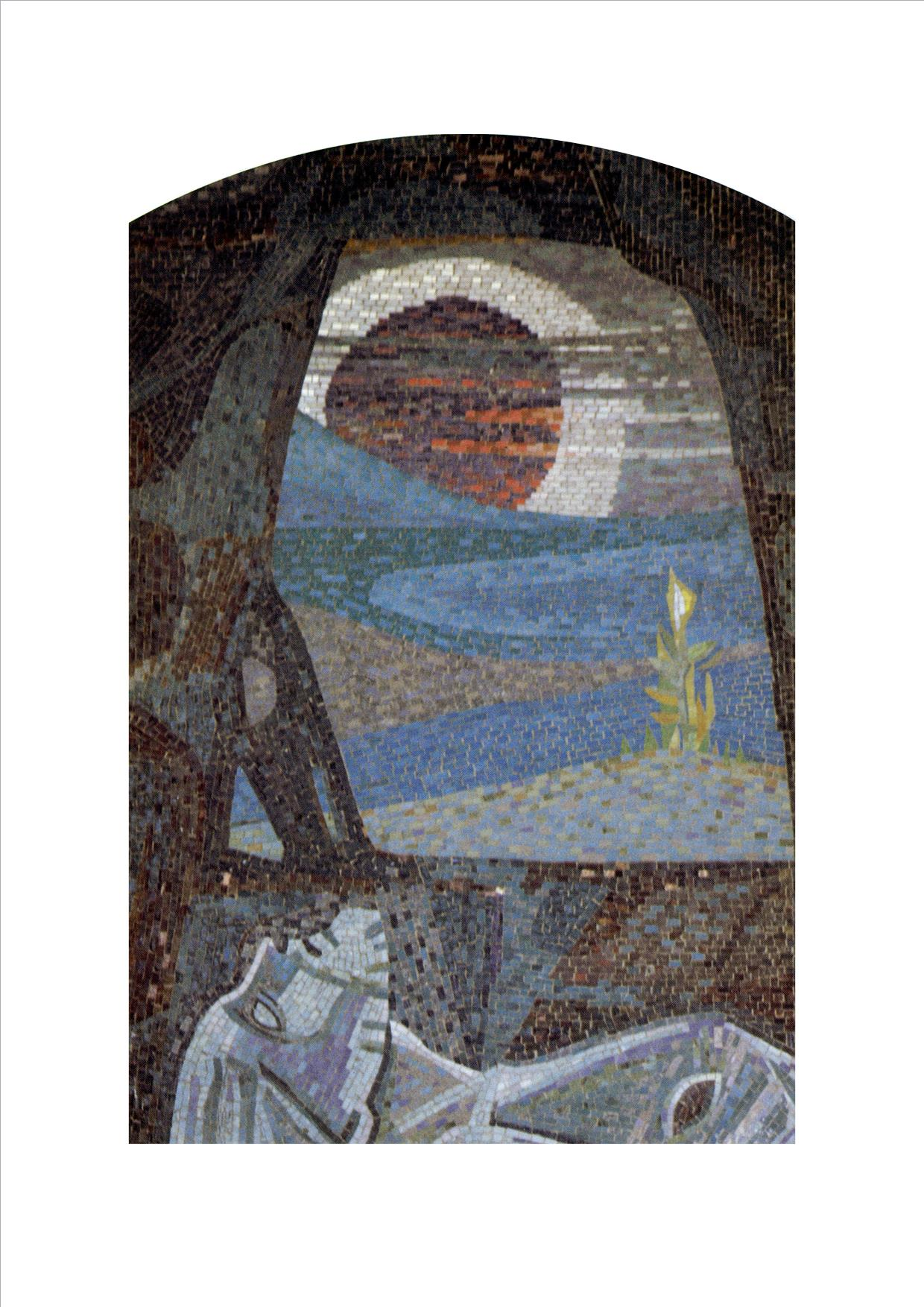
14. Station
  - 2. Station
  - 3. Station
  - 4. Station
  - 5. Station
  - 6. Station
  - 7. Station
  - 8. Station
  - 9. Station
  - 10. Station
  - 11. Station
  - 12. Station
  - 13. Station
  - 14. Station
- Haupteingangstürmosaik Konzilsgedächtniskirche Lainz-Speising
- Bronzekreuz, Betondickglasfenster, Glasfenster, Wand Urnennische (Aufbahrungshalle Friedhof Alt-Simmering)
- Wandmosaik der Wallfahrtskapelle Maria Bründl, in Rauchenwarth, Niederösterreich
- Wandmosaik im Foyer vor dem Lesesaal der Universitätsbibliothek Wien
- Weltuhr vor der Volksschule Wolkersdorf im Weinviertel[2]
- Altar und Kreuzwegstationen in der Pfarrkirche Klosterneuburg-St. Leopold
- Instandsetzung Dreifaltigkeitssäule vor der Reindorfkirche, Wien 15., Reindorfgasse 21

## Publikationen
- 50 Jahre Marchfelder Vereinigung Bildender Künstler NÖ. - Graphik, Malerei, Plastik, Ausstellungskatalog, Gänserndorf 1969.
- Poysdorf: romantische Weinstadt, Stadtgemeinde Poysdorf, Poysdorf 1982.
- mit Anton Thomas Dietmaier: Freunde rund um unser Haus, Bildband mit Radierungen, St. Gabriel, Mödling 1984, ISBN 3-85264-226-4
- mit Anton Thomas Dietmaier, Anton Gössinger: Daheim im Weinland: das Weinviertel in Radierungen, Sankt Gabriel, Mödling 1985, ISBN 3-85264-239-6
- Mein Kindheitstraum wurde wahr, Bildband, Niederösterreichisches Pressehaus, St. Pölten 1990, ISBN 3-85326-896-X
- mit Kurt Dieman-Dichtl: Blau-gelber Fenstergucker, Niederösterreichisches Pressehaus, St. Pölten 1999, ISBN 3-85326-086-1
- Ein Kind der Kellergasse, Autobiographie, Niederösterreichisches Pressehaus, St. Pölten 1999, ISBN 3-85326-118-3
- Festschrift 225 Jahre Pfarre Reindorf, Seite 39, Eigenverlag Pfarre Reindorf, 2. Aufl., Wien 2017